# Batalla del Neretva
La batalla del Neretva (en serbio: Bitka na Neretvi), también conocida como Operación Weiss por su nombre clave alemán, o Cuarta Ofensiva Enemiga (en serbio: Četvrta neprijateljska ofenziva/ofanziva) en la literatura yugoslava, fue una campaña de principios de 1943 de las fuerzas del Eje para tratar de acabar con la insurgencia en los territorios del Estado Independiente de Croacia, principalmente de las unidades partisanas. La campaña se desarrolló entre enero y abril de 1943 y resultó un fracaso al no alcanzar el Eje los objetivos fijados.
El objetivo del Eje era la eliminación de la insurgencia en el Estado Independiente de Croacia, entre Zagreb y la frontera de Montenegro. La diferencia de opiniones sobre la situación en el territorio, con los alemanes tratando de eliminar a partisanos y chetniks mientras los italianos preferían colaborar con estos para tratar de aniquilar a los primeros, llevó a continuos roces entre ambos aliados y a una coordinación deficiente de las operaciones. La habilidad del mando partisano, la debilidad de las unidades chetniks destinadas a cubrir un frente crucial de la operación y la falta de un respaldo decidido de los italianos a estas hizo fracasar la campaña y permitió la supervivencia de las fuerzas de Tito, aunque muy debilitadas por el duro castigo.

## Antecedentes y preparativos

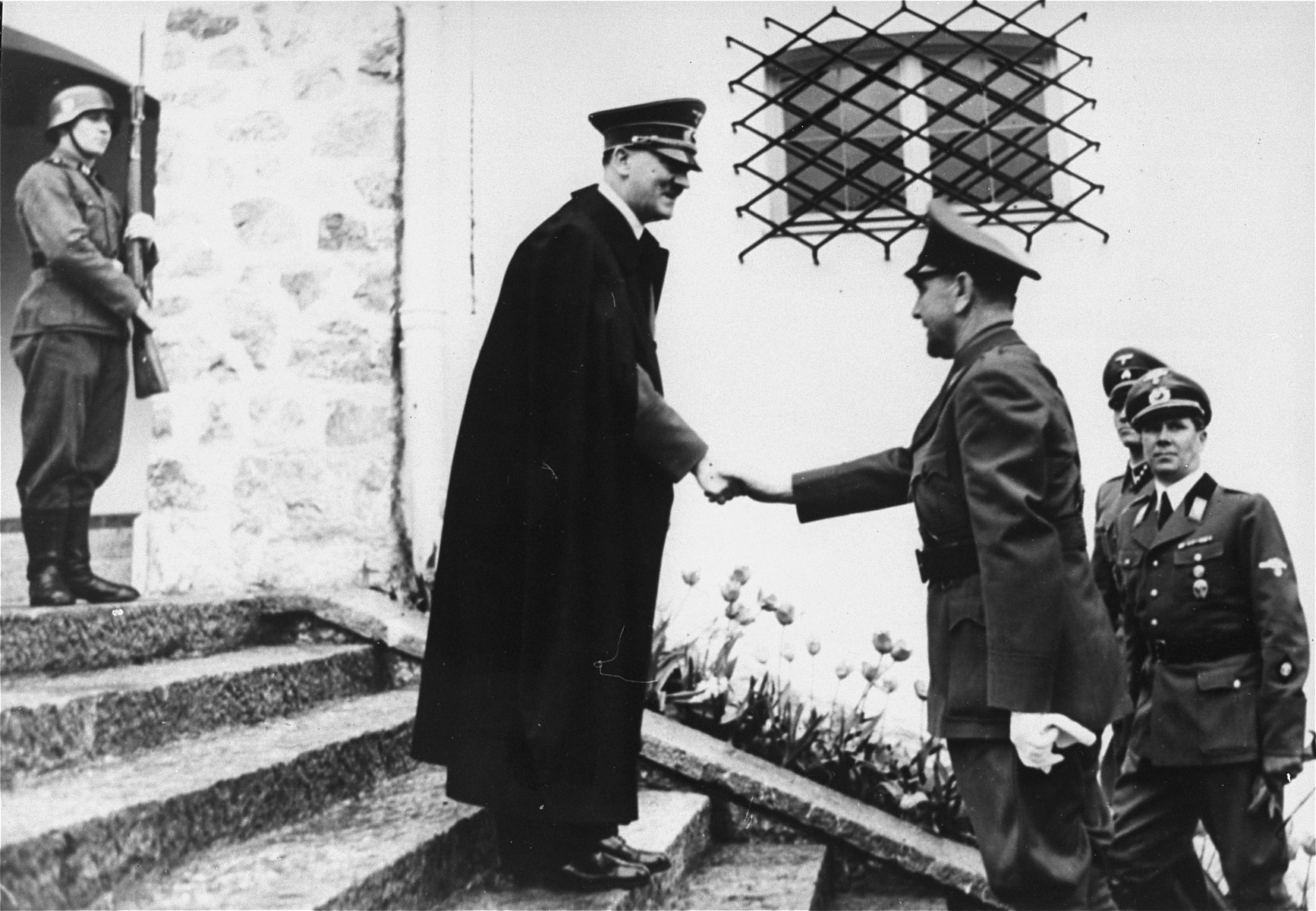
El poglavnik croata Ante Pavelić junto a Hitler. Pavelić hubo de admitir el fracaso de su lucha contra la insurgencia en el NDH y aceptar la operación de aniquilación de la misma propuesta por el dictador alemán.

A finales de 1942 y comienzos de 1943 los alemanes, que esperaban un desembarco Aliado en el Adriático, decidieron acabar con la amenaza que suponían para sus fuerzas las unidades insurgentes chetniks y partisanas. Tras los reveses en Stalingrado y el norte de África a finales de 1942, creció la sospecha entre el mando alemán de que los Aliados intentarían desembarcar en los Balcanes para cortar los suministros de la península al Reich y no entregar el control de la zona a los comunistas soviéticos. Los Aliados alentaron la percepción alemana para alejarlos de las verdaderas zonas donde planeaban atacar el continente. La posibilidad de tal desembarco hacía que se acrecentase la prisa tanto de partisanos como de chetniks para eliminar al rival y ser la única formación que encontrasen los Aliados al alcanzar la península.
Durante la visita del caudillo croata Ante Pavelić a Hitler en Vínnitsa, este mostró su descontento por la falta de control de la insurgencia en el NDH y decidió que el general Löhr llevase a cabo una campaña que la aplastase definitivamente, en colaboración con el Ejército italiano, a lo que Pavelić se avino a colaborar. Entre el 18 y el 20 de diciembre de 1942 se celebraron las primeras reuniones entre Hitler y Ribbentrop y los representantes italianos acerca de la operación. Los alemanes consideraban a los chetniks como la principal amenaza y exigieron el fin de los tratos de los italianos con ellos, a lo que el jefe del Estado Mayor se avino a regañadientes, solicitando una conferencia posterior en Roma para planear los detalles de la campaña.

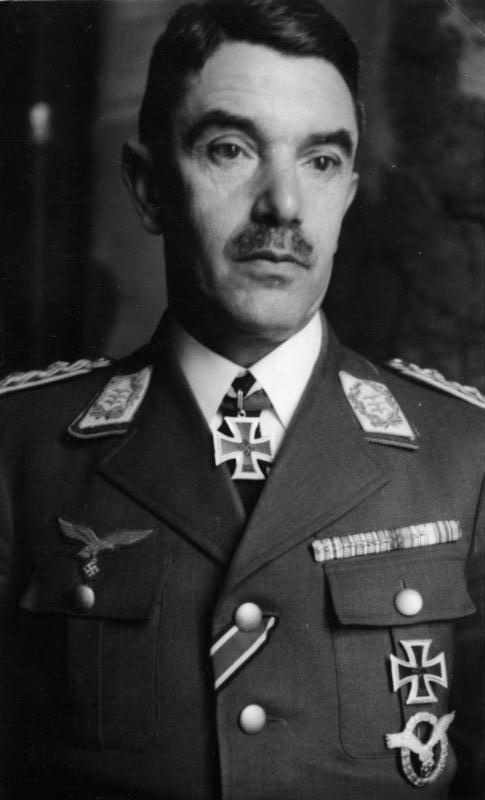
El general Alexander Löhr, jefe del Alto Mando en los Balcanes, quedó a cargo de la campaña contra la insurgencia en el sur de la antigua Yugoslavia.

A comienzos de diciembre de 1942 los alemanes desarrollaron una operación conjunta con fuerzas croatas del NDH que únicamente consiguió expulsar a los partisanos de la Bosnia occidental, sin conseguir aniquilar sus fuerzas. Quedó entonces clara la necesidad de involucrar a los italianos en una gran operación de cerco y eliminación de las fuerzas de Tito. En la segunda mitad de diciembre, los alemanes comunicaron a los italianos sus intenciones y, sin consultar con el Alto Mando italiano (del italiano: Comando Supremo), nombraron al general Alexander Löhr, ya comandante del Alto Mando del Sureste, responsable de las operaciones militares en los Balcanes. La directiva 47 del 28 de diciembre de 1942 de Hitler ordenaba a Löhr pacificar definitivamente la región y acabar con las bandas armadas en cooperación con los italianos. El 16 había dado orden de fusilar a cualquiera que se encontrase en las zonas insurgentes. Löhr recibía el control administrativo total de la zona de operaciones, eliminándose temporalmente la administración croata y decretándose la subordinación oficial de las fuerzas armadas croatas a su mando.
El 3 de enero de 1943 se celebró una conferencia en Roma para coordinar la campaña. Se hallaban presentes Löhr, Ugo Cavallero (jefe del Estado Mayor italiano), Mario Roatta, comandante italiano de las tropas destacadas en la antigua Yugoslavia y un general croata. A propuesta italiana, también participaba el abogado herzegovino Dobroslav Jevđević como representante de las unidades chetniks que los italianos pensaban utilizar en la campaña. La participación chetnik contaba además con el respaldo del principal representante de Mihajlović en Dalmacia, el voivoda Ilija Trifunović-Birčanin, aunque el propio Mihajlović dudaba de la conveniencia de una colaboración tan estrecha con el Eje.
Pavelić recelaba de la presencia de los chetniks en la campaña, pero, incapaz de acabar por su cuenta con los partisanos, hubo de acceder a su participación, pero como parte de las unidades italianas y con la condición de que abandonarían el territorio del NDH al final de la operación.
A comienzos de enero, Löhr solicitó un cambio total de la estrategia italiana en la antigua Yugoslavia: el traslado de unidades hacia el interior para preparar el cerco a los partisanos y el desarme de los chetniks con los que hasta el momento habían cooperado contra aquellos. Aunque el Estado Mayor italiano se vio obligado a aceptar el plan alemán, el mando en Yugoslavia (Roatta) comenzó inmediatamente a estorbarlo, considerándolo erróneo. El mando en Yugoslavia no comunicó el acuerdo para desarmar a las formaciones chetniks y se preparó para utilizarlas en la operación, aprovechando el acuerdo con los alemanes que permitía el uso limitado de estos como guías. La estrategia alemana se oponía a los deseos italianos de limitar el territorio que debían controlar a la costa de manera que hubiese más tropas para poder defender la península italiana frente a un probable ataque Aliado.

## Plan de operaciones
La campaña que planeó Löhr constaba de varias fases:
- Weiss I: en la primera fase, las unidades partisanas de la Bosnia occidental y Lika debían ser rodeadas y destruidas.
- Weiss II: en la segunda, los supervivientes serían expulsados hacia el Sur, a una emboscada donde serían aniquilados. Esta fase incluía también el desarme de los chetniks de la zona de ocupación italiana.
- Weiss III: en la que se produciría el desarme de las tropas chetniks en territorio bajo control italiano.

A estas fases les seguiría otra, la operación Schwarz, que debía eliminar a los insurgentes de Montenegro y del Sandžak.
Las operaciones habían de llevarse a cabo por cuatro divisiones alemanas y ciertas unidades croatas, que atacarían desde el Norte y empujarían a los insurgentes hacia las tres divisiones italianas que cerrarían el cerco por el sur. En contra de lo acordado con los alemanes, los comandantes italianos comenzaron inmediatamente a armar a sus aliados chetniks y a trasladarlos hacia las zonas de avance previsto para los partisanos, de manera que llevasen el peso de los combates. La discrepancia sobre el trato a los chetniks partía de una diferencia de apreciación sobre la situación en la región y Mihailovic: mientras que para los alemanes era un jefe militar peligroso, ministro de un Gobierno probritánico y enemigo del Eje, los italianos consideraban que su anticomunismo y resistencia, en general pasiva, podía serles de utilidad, siendo los partisanos un enemigo más peligroso. El comandante italiano (hasta febrero Roatta, que fue entonces relevado por Mario Robotti), consideraba además que no contaba con tropas suficientes para enfrentarse a la vez a chetniks y partisanos, viendo necesario aliarse con los primeros para poder atacar a los segundos.

## Movimientoschetniks
Sin el permiso previo de Draža Mihajlović, su subordinado el mayor Petar Baćović trasladó unos dos mil hombres de Herzegovina, abastecidos por los italianos, hacia la zona donde debían participar en la operación contra los partisanos. Los montenegrinos de Pavle Đurišić también se prepararon para marchar al Norte con apoyo italiano. A mediados de enero, toda la zona de ocupación italiana bullía con concentraciones de chetniks que se preparaban para la operación contra sus rivales. En Knin se reunieron unos miles y cerca de Gracać se hallaban poco más de un millar. En Montenegro el coronel Bajo Stanišić se preparaba también para participar en la operación. Con respaldo italiano pronto reunió cerca de cuatro mil hombres y solicitó poder trasladarlos al Norte en trenes bajo control italiano.
Los italianos incumplieron el acuerdo con Löhr, rearmando a las unidades chetniks, que deseaban utilizar como fuerzas de choque contra Tito. El 15 de enero de 1941 el jefe del Estado Mayor italiano, el mariscal Ugo Cavallero, aprobó el uso de fuerzas chetniks en la operación, que sus generales llevaban una semana preparando. Su utilización debía de ser «temporal» y se las denominaba «unidades de voluntarios» para disimular su origen.
Mihajlović, sin controlar la participación de sus subordinados, pudo, no obstante, coordinar las tropas y mantener contacto con las unidades trasladadas a Bosnia para la operación. Sus tropas, sin embargo, sin experiencia en operaciones de la complejidad de Weiss, tuvieron dificultades en alcanzar sus posiciones antes del comienzo de la ofensiva, en la que se les había incluido a toda prisa.

## Desarrollo

### Comienzo de la operación: Weiss I
La operación Weiss comenzó oficialmente el 20 de enero de 1943. La superioridad teórica del Eje y sus aliados era total: frente a los veinte o veinticinco mil hombres de Tito, Löhr contaba con cinco divisiones alemanas, tres divisiones italianas del V Cuerpo de Ejército, la 369.ª División croata y las unidades chetniks, teóricamente auxiliares de los italianos. En total sesenta y cinco mil hombres comenzaron el sitio a las fuerzas de Tito en Bosnia. La estrategia de los partisanos, rodeados por sus enemigos, consistió en ofrecer un mínimo de resistencia en el norte mientras concentraban sus ataques en el sur, contra italianos y chetniks, para lograr escapar del cerco. Los partisanos ya contaban con planes para regresar a Serbia a través de Montenegro, eliminando de camino a sus rivales chetniks y acercándose así a la región donde primero aparecería el Ejército soviético. El ataque del Eje sobre sus posiciones sólo aceleró sus planes.
En medio del invierno, comenzó la retirada partisana. El 29 de enero de 1943 caía Bihać y gran parte del territorio controlado hasta entonces por Tito. Las bajas, especialmente civiles, fueron numerosas. Los partisanos lograron, sin embargo, evacuar a la mayor parte de los heridos y a parte de la población civil, que temía las represalias de los atacantes.
Los italianos, reacios a sacrificar sus tropas en operaciones contra insurgentes, dejaron que los chetniks llevasen el peso de los combates. A pesar de los intentos de Mihajlović de dirigir los movimientos de sus tropas, los italianos tomaron su control, adjuntándolas a sus unidades como auxiliares. En vez de cerrar el cerco con tres divisiones de acuerdo al plan trazado, los italianos únicamente aportaron parte de una, la División Murge, acantonada alrededor de Prozor, siendo el resto del frente cubierto con tropas chetniks, para disgusto del mando alemán.
Tito, por su parte, trasladó a marchas forzadas las divisiones 1.ª y 3.ª desde la Bosnia central hacia el nacimiento del Neretva para estorbar las posiciones italianas y chetniks a lo largo del río, mientras las divisiones 7.ª y 8.ª, cerca de Pretinje, aguantaban el peso del ataque germano-croata en el Norte hacia Bihać. La 2.ª División, destacada en Dalmacia, debía descender paralela a la costa, tomar la fortaleza ustacha de Imotski y continuar hacia el Neretva, donde debía cortar el ferrocarril del valle del Neretva y aislar así a la división italiana Murge. En este gran movimiento hacia el Sureste las tropas partisanas iban acompañadas además por unos cuarenta mil civiles, que decidieron abandonar Bihać con ellas.
A comienzos de enero, fuerzas chetniks se concentraban alrededor de Ključ, en el flanco derecho del avance partisano al sur, mientras otras lo hacían alrededor de Gračac, en su flanco izquierdo, hacia la costa. Más al sur se hallaban las unidades de Knin transportadas por los italianos. Al sureste se encontraban las tropas reunidas cerca de Jablanica, en el Neretva.
Antes del final de la primera semana de combates, los italianos, probablemente por presiones alemanas, rompieron su promesa de trasladar cuatro mil chetniks a las cercanías de Prozor, dejando expuestas a las fuerzas cercanas a Knin. Tito vio su oportunidad de escapar del asedio y concentró sus ataques sobre este punto. A finales de enero, los partisanos habían tomado las principales posiciones chetniks en los alrededores de Knin y se disponían a atacar a las escasas fuerzas concentradas en Prozor, mientras que las unidades chetniks de la zona quedaban completamente a merced del abastecimiento italiano. A comienzos de febrero, Mihajlović y su Estado Mayor comenzaron a temer el avance alemán hacia sus posiciones en Herzegovina y Montenegro, al tiempo que mostraban sus dudas sobre la colaboración con los italianos, que no abastecían suficientemente a sus tropas. Mihajlović, a pesar de la opinión de algunos de sus subordinados, aparcó sus diferencias con los italianos para concentrarse en la derrota de Tito.
Contrarios a los tratos con los chetniks, los alemanes prohibieron a los ustachas llegar a más acuerdos con sus unidades, mientras exigían a los italianos una postura firme contra ellos (31 de enero de 1943), de acuerdo a lo pactado entre Löhr y Cavallero a comienzos de enero. El relevo de Cavallero al frente del Alto Mando italiano, Vittorio Ambrosio, hostil a los alemanes, se negó a desarmar inmediatamente a las tropas chetniks y dio órdenes a sus subordinados de impedir la entrada de los alemanes en Herzegovina.
A mediados de febrero la operación, que se convertía cada vez más en un enfrentamiento civil entre partisanos y chetniks, parecía que iba a terminar con el triunfo de los primeros, que escaparían del asedio del Eje. Un intento de contraofensiva chetnik fue vetada por los alemanes y poco después la retirada de las fuerzas italianas obligó a los chetniks a seguirlas, fracasando así su intento de unir sus fuerzas del sur con las de la Bosnia occidental. El 15 de febrero de 1943, tras la expulsión de los partisanos de sus territorios en la Bosnia occidental, se dio por concluida la primera fase de la operación.

### Weiss II: Combates en el Neretva

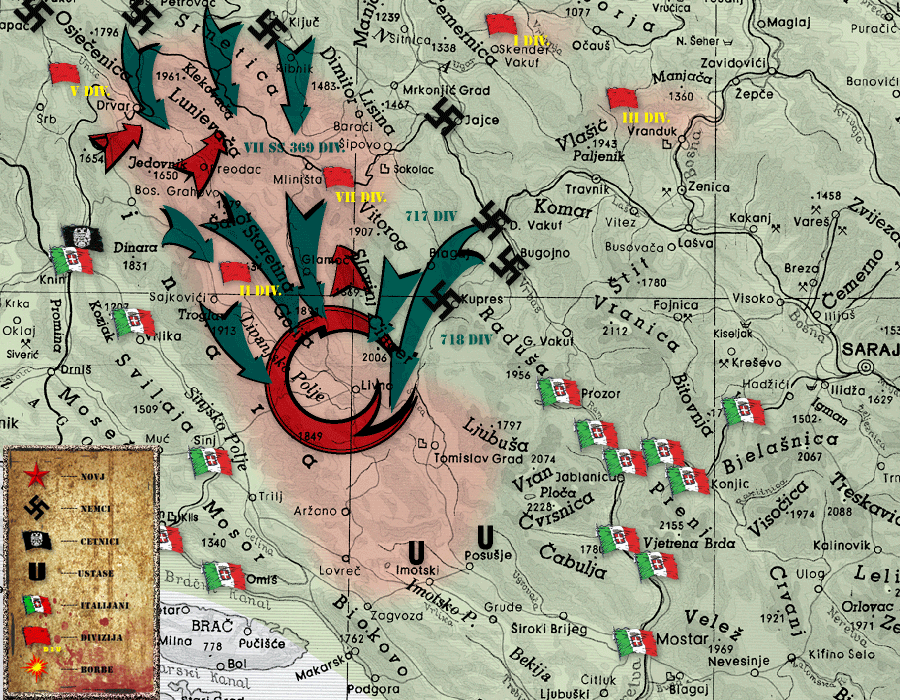
Plan para la segunda fase de la operación Weiss: el cerco y aniquilación de las unidades partisanas entre las cuatro divisiones alemanas que avanzaban desde el norte y las italianas que cerraban el paso hacia el sur. Este flanco de la trampa, defendido en gran parte por chetniks y no por tropas italianas, no aguantó la embestida partisana.

Ante los reveses, Mihajlović y sus lugartenientes decidieron tratar de contener el avance partisano trasladando refuerzos a la línea del Neretva. Cerca de quince mil chetniks se desplegaron a lo largo del río para cerrar el paso a los partisanos. Pero la estrategia exacta no contaba con el acuerdo de los comandantes. Mientras el jefe del Estado Mayor del caudillo chetnik, el mayor Zaharije Ostojić, deseaba mantener las fuerzas al sur del río para evitar quedar atrapado más allá de este en una posible ofensiva partisana o alemana, muchos de los comandantes de las unidades y los italianos deseaban trasladarlas al norte del río para atacar a las fuerzas de Tito. Mihajlović y Ostojić, con su cuartel general en Nevesinje en Herzegovina, tenían grandes dificultades para controlar sus tropas y evitar la interferencia italiana y los actos individuales de los comandantes chetniks. Además, muchas unidades eran más dadas al saqueo y las atrocidades contra croatas y musulmanes, que a enfrentarse a las curtidas unidades partisanas.
También a mediados de febrero, tras destruir gran parte de la división italiana Murge, los partisanos tomaron Prozor, capturando abundante armamento italiano, que les permitió rearmarse y prepararse para atacar Montenegro, aún en manos de Mihajlović.
Con el avance de los partisanos hacia sus posiciones alrededor del Neretva, las tropas chetniks comenzaron a vacilar: sus comandantes solicitaron apoyo aéreo y artillero a los italianos que, por su parte, cada vez tenían menor confianza en el valor militar de las unidades chetniks, algunas de las cuales se disolvían ante el mínimo enfrentamiento con los partisanos. El ritmo del avance chetnik para proteger las minas cercanas a Mostar tampoco satisfacía al mando italiano. El 25 de febrero de 1943 los italianos amenazaron a los chetniks con cesar su colaboración si no cruzaban el Neretva y finalmente el 27 estos se decidieron a tratar de cortar el avance de Tito de Jablanica a Prozor, infructuosamente. A pesar del fracaso de su ofensiva, los partisanos se hallaban en una situación desesperada: al gran número de bajas se unía la escasez de armamento y su fracaso en lograr cruzar el Neretva. Las tropas de Đurišić les impedían huir hacia el Este. La lucha por cruzar el Neretva se desarrolló entre el 27 de febrero de 1943 y el 7 de marzo.
Por su parte, Berlín, que seguía viendo a los chetniks como un peligro potencial en caso de desembarco Aliado en los Balcanes, se decidió a ocupar las minas de bauxita de la zona de Mostar, teóricamente en la zona de influencia italiana, ante la concentración de fuerzas chetniks en la región. A comienzos de marzo, tras fracasar los intentos de obligar a los italianos a retirar o desarmar a los chetniks de la zona, los alemanes enviaron a la 7.ª División de Montaña SS Prinz Eugen a la región minera. Mientras, las tropas chetniks, unos seis mil hombres, mantenían un comportamiento anárquico, hostigando a las guarniciones ustachas e intimidando a los mineros, para disgusto de los alemanes. En la primera semana de marzo, apreciando la debilidad de los partisanos, atrapados al norte del Neretva, Mihajlović y sus lugartenientes decidieron concentrar sus fuerzas para hacer frente a un posible ataque alemán, que se preveía próximo.
El nuevo mando italiano se mostraba además contrario a continuar la cooperación con los alemanes en lo que era su zona de ocupación, negándose Robotti el 8 de febrero de 1943 a participar en la segunda fase de Weiss. Los militares italianos se oponían a la entrada de tropas alemanas en Herzegovina y deseaban conservar sus tropas, no emplearlas en costosos enfrentamientos con las fuerzas de Tito siguiendo objetivos trazados para beneficio de los alemanes. Hitler trató de lograr el apoyo de Mussolini el 25 de febrero de 1943 tanto para continuar la operación como para desarmar definitivamente a los chetniks. Mussolini, con dudas, acabó cediendo y ordenó al Alto Mando italiano cooperar con los alemanes.

### Ruptura del cerco

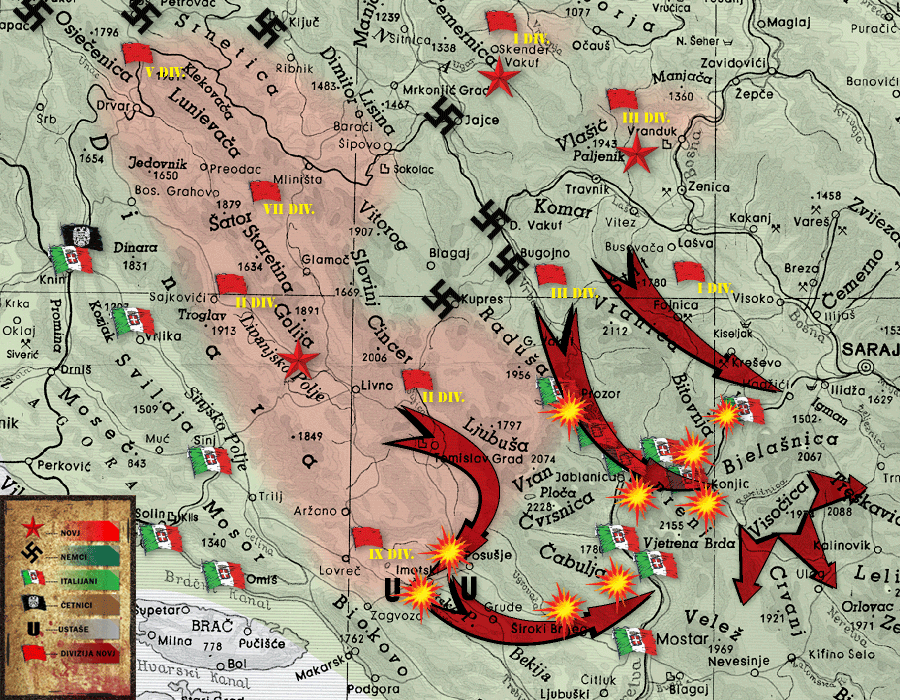
La ruptura del cerco por la línea del Neretva, defendida principalmente por unidades chetniks.

El 6 de marzo de 1943, sin embargo, Tito descargó sobre sus oponentes un golpe que decidió la campaña. Esa noche entre cuatro y cinco mil partisanos lograron cruzar por sorpresa el Neretva cerca de Jablanica. El golpe de mano inicial llevó a la confusión de las tropas chetniks que defendían la línea del río y a mediados de mes Tito había conseguido que el grueso de sus fuerzas lo cruzasen, zafándose del asedio del Eje y mostrándose convencido de poder derrotar definitivamente a las unidades de Mihajlović, consideradas cada vez más mediocres.
Mientras, los comandantes chetniks no apreciaban la gravedad de la situación, atendiendo principalmente al avance alemán sobre Mostar, que Mussolini había concedido el 11 de marzo de 1941. Ante el avance alemán hacia la ciudad, las tropas chetniks se mostraron incapaces de ofrecer resistencia alguna. Las unidades alemanas no atacaron, sin embargo, a las unidades chetniks de la zona.

### Avances partisanos contra Mihajlović
A finales de la tercera semana de marzo, los chetniks habían sido incapaces de defender el Neretva tanto frente a los partisanos como a los alemanes y estos se mostraban contrarios a continuar avanzando hacia el sur sin dar primero descanso a sus fuerzas, lo que dio un respiro a los partisanos. Tito lo utilizó para concentrarse en la destrucción de los chetniks en Herzegovina y Montenegro, atacando primero el cuartel general chetnik en Nevesinje. Entre finales de marzo y comienzos de abril, los partisanos lograron tomar las principales posiciones chetniks en Herzegovina, evitando los enfrentamientos con el Eje y sus aliados para concentrarse en aplastar a las unidades de las que aún disponía Mihajlović. Tito trataba de eliminar definitivamente a su rival y hacerlo antes de que un posible desembarco Aliado reviviese su fuerza. Para ello Tito llegó a tratar de pactar con los alemanes a mediados de marzo un alto el fuego temporal que le facilitase concentrar sus fuerzas contra Mihajlović. Los alemanes, incapaces de detener entonces el avance partisano, veían en la propuesta de Tito una manera de eliminar a Mihajlović, uno de los objetivos de la operación Weiss. Italianos y croatas también veían con buenos ojos la propuesta. Berlín, sin embargo, prohibió la cooperación o acuerdo con los partisanos (29 de marzo de 1943) y preparó nuevas ofensivas contra ellos y los chetniks para mayo (la operación Schwarz). El alto el fuego oficioso duró, no obstante, cerca de seis semanas, que permitieron a Tito centrarse en los combates con los chetniks.
Mientras tanto, los partisanos habían logrado tomar Nevesinje el 23 de marzo de 1943 y, ante la constante retirada de las fuerzas italianas sin las que los chetniks eran incapaces de resistir, continuaban su avance. A mediados de marzo, las fuerzas de Đurišić habían sido incapaces de detener a los partisanos cerca de Foča por la falta de apoyo italiano, y se habían visto forzadas a retirarse hacia el río Drina, tratando de impedir el paso de las tropas de Tito hacia Serbia y el Sandžak. A finales de mes Đurišić contaba con unos 4500 hombres, pero, ante la nueva retirada de los italianos, que decidieron además evacuar la mayoría del Sandžak, sus suministros peligraron, y a mediados de abril sus tropas habían menguado hasta los tres mil hombres. El resto de abril ambas fuerzas combatieron por el control de la zona. Los italianos habían decidido desde finales de marzo que preferían desviar el avance partisano hacia las posiciones de Mihajlović que permitirles acercarse hacia la costa, a la vez que reducían sus suministros a los chetniks.
En Montenegro la situación de los chetniks empeoraba: además de la hostilidad de las zonas fronterizas, pobladas por musulmanes, la región había sufrido un reclutamiento excesivo y era reacia a formar nuevas unidades para combatir por Mihajlović. En Herzegovina los intentos de reagrupar a las formaciones, cada vez más dispersas y locales, fracasaron. En el Sandžak, los ataques de los chetniks contra las bandas musulmanas y la población en general habían vuelto la región hostil al movimiento de Mihajlović.

## Consecuencias
El resultado de la campaña fue un fracaso del intento de Mihajlović de acabar con Tito y sus seguidores, para lo que había empleado veinte mil de sus mejores hombres.
Para las fuerzas del Eje el resultado tampoco había sido el esperado: aunque los alemanes podían contar con la expulsión de una zona peligrosa de las fuerzas partisanas, no habían conseguido eliminarlas. Las fuerzas de Mihajlović, consideradas por Berlín como parte de la resistencia a pesar de su colaboracionismo táctico, también habían quedado debilitadas, pero no eliminadas. Sabiendo, sin embargo, que Tito no contaba con infraestructuras de apoyo en Montenegro, se asumió que sería incapaz de mantener los restos de su formación en las regiones pobres a donde había logrado llegar tras eludir la trampa del Eje. Los alemanes, sin contar ya con los italianos, pusieron en marcha en mayo la operación Schwarz para eliminar a los chetniks, capturar a Mihajlović y acabar con los restos de las fuerzas de Tito en Montenegro. Este último no era en realidad un objetivo de la campaña: aunque los partisanos llevaron la peor parte de la operación Schwarz, fue por casualidad, al encontrarse en la zona de operaciones de los alemanes, que deseaban en realidad acabar con las fuerzas de Mihajlović y desconocían el paso de las tropas de Tito a Montenegro. Para los italianos la campaña había supuesto un gran debilitamiento de sus aliados chetniks, sin que el peligro partisano hubiese desaparecido por completo.
Los partisanos habían logrado sobrevivir al cerco y al intento alemán de aniquilación, pero habían quedado gravemente debilitados, perdiendo alrededor de la mitad de sus fuerzas y gran parte de su armamento, así como las regiones bajo su control en la Bosnia occidental.

## Película sobre la batalla (1969)
En 1969 se estrenó la película "La batalla del río Neretva", una coproducción de Yugoslavia, Alemania, Italia y los Estados Unidos, dirigida por Veljko Bulajic, que en los Oscar de ese año fue nominada como mejor película extranjera.